# 秦宫站
秦宫站位于中华人民共和国陕西省咸阳市渭城区窑店街道秦宫一路与兰启路交叉口，是西安地铁14号线的一座高架车站，于2019年9月29日随西安机场城际铁路同步开通运营。

## 车站结构
本站为地上二层高架侧式站台车站，站厅与出入口设于同一楼层。
- 站徽（2023年8月）
- 站厅（2022年8月）
- 往机场西站站台（2022年8月）
- 往贺韶站站台（2022年8月）

| 地上二层 站台层 | 侧式站台，右侧开门         | 侧式站台，右侧开门                                         |
| 地上二层 站台层 | 14号线往机场西（秦汉新城） |                                                            |
| 地上二层 站台层 | 14号线往贺韶（渭河南）     |                                                            |
| 地上二层 站台层 | 侧式站台，右侧开门         |                                                            |
| 地面 站厅层     | 站厅、出入口               | 客务中心、自动售票机、进出站闸机、长安通自助机，A、B出入口 |

## 出入口
本站共有2个出入口，现仅启用A出入口。
|      |                                                                                    |      |  |
| 编号 | 指引                                                                               | 图片 |  |
| A    | 兰启路（南）、秦宫一路、兰池二路、秦宫二路（西）、清华大学附属中学西安学校秦汉校区 |      |  |
| B    | 北广场                                                                             |      |  |

## 接驳公交
| 秦宫地铁站 | 秦宫地铁站         | 秦宫地铁站 | 秦宫地铁站           | 秦宫地铁站 |
| 编号       | 路线               | 路线       | 路线                 | 备注       |
| ---------- | ------------------ | ---------- | -------------------- | ---------- |
| 840        | （咸阳）秦宫地铁站 | ⇆          | （西安）凤城八路西口 | 原 840区间 |
| 副840      | 秦宫地铁站         | ⇆          | 沣泾大道汉风四路口   | 原 840北段 |
| 1010       | 沣河森林公园地铁站 | ⇆          | 秦宫地铁站           | 原 X201    |
| 1013       | （咸阳）秦宫地铁站 | ⇆          | （西安）后卫寨地铁站 |            |
| 1015       | 秦创原中心地铁站   | ⇆          | 秦宫地铁站           | 原 880南段 |